# John Reid (Amerikaans componist)
John William Reid (Port Arthur, 23 september 1946) is een Amerikaans componist, muziekpedagoog en fagottist.

## Levensloop
Reid studeerde muziektheorie, compositie en fagot aan de Universiteit van Colorado in Boulder. Hij voltooide zijn studies aan de befaamde Eastman School of Music in Rochester. Vervolgens werd hij eerst fagottist in de NORAD (North American Air Defense Command) Band te Peterson Field in Colorado Springs. Later werd hij docent en professor aan de Staatsuniversiteit van Washington te Pullman. Als componist is hij vooral bekend door zijn Ouverture voor harmonieorkest.